# Giuseppe Fiorelli
Giuseppe Fiorelli (Nápoly, 1823. június 8. – Nápoly, 1896. január 28.) olasz régiségtudós. 

## Élete
A pompeii ásatásokat 1845–49-ben ő vezette. 1860–64-ben a nápolyi egyetemen a régiségtan tanára volt, 1862-ben a nápolyi Museo nazionale igazgatója, 1865-ben szenátor, 1875-ben az olasz múzeumok és római ásatások főigazgatója, 1881-ben a régi műemlékek és a szépművészetek főigazgatója lett. Régészeti lapokat is szerkesztett, és kiadta a nápolyi múzeum katalógusát.

## Művei
- Notizia dei vasi pinti, rinvenuti a Cuma (Nápoly, 1853)
- Pompejanarum antiquitatum historia (uo. 1853, 2 kötet)
- Relazione delle scoperte archeologiche fatte in Italia dal 1846-66 (uo. 1866)
- Gli scavi di Pompei (uo. 1873)
- Descrizione di Pompei (uo. 1875)
- Guida di Pompei (Róma, 1877)
- Instituzioni di antichita romane ad uso (uo. 1880)
- Documenti inediti alla storia dei musei d'Italia (4 kötet)